# Ngairea murphyi
Ngairea murphyi är en snäckart som först beskrevs av Cox 1864.  Ngairea murphyi ingår i släktet Ngairea och familjen Charopidae. IUCN kategoriserar arten globalt som otillräckligt studerad. Inga underarter finns listade i Catalogue of Life.